# Eupithecia proinsigniata
Eupithecia proinsigniata là một loài bướm đêm trong họ Geometridae.